# J'ai tiré sur le fil du mensonge et tout est venu
J'ai tiré sur le fil du mensonge et tout est venu est un essai de Philippe de Villiers paru en 2019 chez Fayard traitant de la genèse de la construction européenne et de ses conséquences.

## Thèmes abordés
Le titre de l'ouvrage vient d'une conversation avec Maurice Couve de Murville, ministre des Affaires étrangères puis Premier ministre du général de Gaulle qui a eu de très profonds désaccords sur la façon de construire l'Europe avec trois des pères fondateurs de l'Europe, Jean Monnet, Robert Schuman et Walter Hallstein.
Dans ce livre, l’auteur explique que « les Américains ne voulaient pas d’une « Europe-puissance ». Ils voulaient un marché annexe pour écouler leurs surcapacités productives, et une simple « commission exécutive » dans un bloc transatlantique où les nations européennes viendraient se fondre sous une gouvernance mondiale. ». 
Philippe de Villiers s'attarde sur ces trois pères fondateurs : 
- le premier, Jean Monnet, et le second, Schuman, sont accusés par Philippe de Villiers d'avoir été stipendiés par les Américains et de s'être comportés comme des agents de la CIA[1]. Schuman (dont le père était devenu allemand après l'annexion d'une partie de la Lorraine et qui, de ce fait, était né allemand au Luxembourg) est également présenté par Philippe de Villiers comme portant l'uniforme allemand en 1914-1918, votant les pleins pouvoirs à Pétain puis comme membre du gouvernement de Vichy en 1940 et condamné à l'indignité nationale en 1945[2] ;
- le dernier, Walter Hallstein, qui fut le premier président de la Commission européenne, questionne aussi, selon Philippe de Villiers, sur le mythe de l'Europe vue comme prolongement de la Résistance. Juriste de haut niveau, ce membre de quatre organisations affiliées au NSDAP, en tant qu'intellectuel national-socialiste, a contribué aux travaux de l'Académie de droit allemand dirigée par le Ministre Hans Frank, notamment à la convergence des législations des territoires annexés par le IIIe Reich dans le cadre d'une future Neue Europa, dont il présente l'architecture institutionnelle lors d'une conférence du 23 janvier 1939 à Rostock[3] notamment[a],[4] . En 1944, il est nommé Nationalsozialistischer Führungsoffizier (ou officier instructeur en national-socialisme, NSFO) [5] et serait devenu à son tour, d’après Philippe de Villiers, un obligé des Américains après avoir été dénazifié aux États-Unis au camp de Fort Getty[6] à la suite de sa capture en Normandie.

Sur un plan plus actuel, Philippe de Villiers relate un entretien avec Viktor Orbán qui dénonce la politique pro-migratoire et mondialiste, selon lui, de la Commission européenne. Il évoque également le groupe de Bilderberg, dont il dénonce l'influence. Il termine avec une missive à l'attention de Donald Trump pour qu'il déclassifie des archives de la CIA relatives au dossier de Walter Hallstein « au nom du droit des Européens à la vérité historique ».

## Réception
Le livre connait un succès en librairie, avec plus de 10 000 exemplaires vendus en dix jours.
Le journaliste Thomas Mahler critique, dans Le Point, le récit en trois axes : le premier dénonce « une exemplaire reconstruction du passé à la lumière de l'histoire advenue », le deuxième cherche à montrer un plagiat d'Antonin Cohen, le troisième met en exergue que la plupart des éléments présentés comme des « révélations » sont « facilement trouvables » mais analysés de façon complotiste.
L'historien Édouard Husson estime que Philippe de Villiers n'est pas un complotiste mais « un historien incomplet ». Des critiques dénoncent également le mélange du vrai avec de fausses implications : « Il sort des choses connues depuis très longtemps, par exemple que Jean Monnet était proche des Américains, ce qui est une évidence. Mais ça ne veut pas dire pour autant que l'Europe a été créée par la CIA ! ». Philippe de Villiers répond ainsi à l'accusation de plagiat : « C’est une diffamation, il y aura donc des conséquences judiciaires […] Je ne laisserai pas discréditer le fond de mon travail d’enquête hyper référencé. » et déclare que son livre est « la réponse au complotisme sur les origines de l'Europe ».
Dans une tribune du Monde, un collectif d’universitaires européens spécialistes d’histoire contemporaine dénonce les insinuations qu'ils perçoivent dans l'ouvrage, qu'ils décrivent comme un « pamphlet biaisé n’ayant rien à voir avec la science historique qui, elle, cherche à comprendre, à éclairer, et non à développer des théories du complot ».
Emmanuel Mourlon-Druol, un historien, tente de réfuter certains points du livre :
- Robert Schuman n’était pas un sympathisant de Vichy mais pas non plus un résistant ;
- Walter Hallstein n'était pas un symphatisant du régime hitlérien mais pas non plus un résistant (il a, comme des milliers d'Allemands, adhéré aux organisations du Reich par nécessité pour conserver son poste et pour pouvoir continuer à exercer sa profession) ;
- l’Europe n’est pas inféodée aux États-Unis, même si ceux-ci ont poussé une « Europe bloc » contre l'URSS, d'où les versements à ses partisans ;
- les historiens ne sont pas censurés par Bruxelles.

Philippe de Villiers répond au collectif dans une tribune du Monde[réf. nécessaire] du 10 avril, développant principalement les points suivants :  
- Le collectif d'historiens reprend les éléments de langage figurant dans la note officielle diffusée par la Commission européenne contre son livre.
- C'est « volontairement et précocement » que Walter Hallstein a rejoint quatre associations affiliées au NSDAP (le Parti National-Socialiste). Il a « collaboré avec le ministre Hans Frank à la nazification juridique » et aux bases institutionnelles du « Reich européen ». Il fut désigné « Officier instructeur en national-socialisme », sorte de commissaire politique dans la Wehrmacht.
- « L'historiographie officielle » sur l'Europe a « oublié » de mentionner l'influence américaine directe sur la rédaction de certains articles des traités européens, le choix des présidents des communautés, le modèle de la Haute Autorité, l'approche fonctionnaliste dite des « petits pas », la commande des Mémoires de Monnet, sur les financements en Europe de la Fondation Ford et de l'American Committee for United Europe (créé et dirigé par la CIA), de certains engagements passés de Robert Schuman ou Jean Monnet ou de leur entourage.
- La guerre froide ne justifiait pas que l'Europe se soumette aux États-Unis. De Gaulle était ainsi anti-communiste et œuvra pour une Europe « européenne ». Les versements américains à Monnet et Schuman n'auraient pas été tenus secrets si la cause était noble.
- Entre l’équilibre et l’hégémonie, il faut toujours « préférer l’équilibre ». Ce n’était pas le cas de ces pères-fondateurs, qui façonnèrent l’Europe selon leur conception saint-simonienne, mercantiliste et globaliste.